# 謝爾比 (內布拉斯加州)
謝爾比（英語：Shelby）是位於美國內布拉斯加州波爾克縣的村。

## 人口
根據2020年美國人口普查的數據，謝爾比的面積為1.46平方千米，皆為陸地。當地共有人口710人，而人口密度為每平方千米486人。